# (467189) 2016 ES119
(467189) 2016 ES119 es un asteroide perteneciente al cinturón de asteroides, descubierto el 26 de marzo de 2009 por el equipo Spacewatch desde el Observatorio Nacional de Kitt Peak (Arizona, Estados Unidos).